# 431

## Esdeveniments
- 11 de març: a la ciutat-estat maia de Palenque (960 km al sud-est de l'actual Ciutat de Mèxic), ascendeix al tron un ahau anomenat K'uk' B'alam I (Jaguar Quetzal), de 34 anys, que regnarà fins a la seva mort quatre anys més tard (en 435) i iniciarà la seva pròpia dinastia.[1]
- 22 de juny a 16 de juliol: Al concili d'Efes es declara el nestorianisme una heretgia. L'Església assíria no reconeixerà les resolucions del Concili i se separarà.[2]

## Necrològiques
- Mort del rei dels francs Faramon: divisió entre francs salis (sota Clodió el del Cabell Llarg, probable fill de Faramon) i francs ripuaris.